# Quercus arkansana
Quercus arkansana Sarg. – gatunek roślin z rodziny bukowatych (Fagaceae Dumort.). Występuje naturalnie w południowo-wschodnich Stanach Zjednoczonych – w Alabamie, Arkansas, na Florydzie, w Georgii, Luizjanie oraz Teksasie. 

## Morfologia
PokrójZrzucające liście drzewo dorastające do 15 m wysokości. Kora ma czarną barwę.
LiścieBlaszka liściowa ma kształt od odwrotnie jajowatego do romboidalnego. Mierzy 5–15 cm długości oraz 3,5–10 cm szerokości, jest całobrzega lub mniej lub bardziej klapowana na brzegu, ma nasadę od ostrokątnej do sercowatej i zaokrąglony wierzchołek. Ogonek liściowy jest owłosiony i ma 5–25 mm długości.
OwoceOrzechy zwane żołędziami o kształcie od elipsoidalnego do niemal kulistego, dorastają do 10–15 mm długości i 9–15 mm średnicy. Osadzone są pojedynczo w miseczkach w kształcie kubka, które mierzą 5–9 mm długości i 10–16 mm średnicy. Orzechy otulone są w miseczkach do 25–50% ich długości.

## Biologia i ekologia
Rośnie w widnych lasach, na piaszczystym podłożu, na terenach nizinnych.